# البداية السيئة
الكتاب الأول: البداية السيئة هي الرواية الأولى من سلسلة روايات الأطفال سلسلة الأحداث المؤسفة بقلم ليموني سنيكت. تحكي الرواية قصة ثلاثة أطفال، فيوليت، كلاوس، وساني بودلير، الذين أصبحوا أيتامًا بعد حريق في منزلهم وإرسلوا للعيش مع الكونت أولاف، الذي يحاول سرقة ميراثهم.
نشر الكتاب في 30 سبتمبر 1999 بواسطة Scholastic Inc. ووضح بواسطة Brett Helquist. إصدر كتاب صوتي في عام 2003 برواية تيم كاري، وعمل عدة إصدارات خاصة من الكتاب وترجم الكتاب إلى العديد من اللغات المختلفة. وهناك فيلم مقتبس من السلسلة بطولة جيم كاري ومسلسل تلفزيوني صغير على Netflix بطولة نيل باتريك هاريس.

## الملخص
فيوليت بودلير تبلغ من العمر أربعة عشر عامًا وتحب ابتكار اختراعات مذهلة؛ كلاوس بودلير يبلغ من العمر اثني عشر عامًا وهو قارئ مهووس؛ ساني بودلير طفلة رضيعة ولديها أربعة أسنان كبيرة وحادة بشكل مدهش، تحب العض بها. بينما هم على شاطئ بريني، يخبرهم المصرفي السيد بو أن والديهم ماتوا في حريق دمر منزلهم. يقوم بوضعهم في رعاية الكونت أولاف، والذي يقال أنه قريب بعيد على الرغم من أن الأطفال لم يسمعوا عنه من قبل. إن منزل أولاف المتداعي قذر ومغطى بصور محيرة للعين؛ ويحتوي على برج يُمنع آل بودلير من دخوله. الكونت أولاف شخص مزعج، يغضب بسهولة، ويجبر الأطفال على القيام بأعمال بغيضة. ويصبح من الواضح أن الكونت أولاف يخطط لجمع ثروة عائلة بودلير. العزاء الوحيد الذي يجده الأطفال هو قضاء الوقت مع جارتهم القاضية شتراوس.
خلال الأيام القليلة التالية، يبقي أولاف عائلة بودلير مشغولة بإجبارهم على تنظيف منزله. وعائلة بودلير لا توافق على هذا الرأي ولكنهم لا يجرؤون على الاعتراض. في أحد الأيام، قام بتكليف عائلة بودلير بمهمة إعداد العشاء لأولاف وفرقته المسرحية. تتكون الفرقة من امرأتين ذات وجه أبيض، ورجل ذو يد معقوفة، ورجل أصلع ذو أنف طويل، وشخص غير محدد الجنس. يقوم الأشقاء بتحضير البوتانيسكا، ولكن عندما يصل أولاف، يطلب لحم البقر المشوي. يذكره الأطفال بأنه لم يطلب منهم أبدًا طهي لحم البقر المشوي، ويغضب أولاف، ويرفع ساني في الهواء، ويضرب كلاوس على وجهه بعد أن أخبر كلاوس الجميع أن الكونت أولاف أعطاهم سريرًا واحدًا فقط وكومة من الصخور ليناموا عليها ويلعبوا بها.
بعد بضعة أيام، يجبر أولاف عائلة بودلير على المشاركة في مسرحية كتبها "آل فونكوت" بعنوان "الزواج الرائع"، مما يضطر فيوليت إلى لعب دور عروسه. بعد تهريب كتاب من مكتبة شتراوس، يدرك كلاوس أن الزواج في المسرحية سيكون ملزماً قانونياً، مما يعني أن أولاف سوف يسيطر على ثروتهم. ويواجه أولاف، الذي أمر أحد شركائه بوضع ساني في قفص طيور معلقًا من خارج نافذة برجه ويهددهم بقتلها إذا لم يتبع كلاوس و فيوليت خطته. تصنع فيوليت خطافًا مؤقتًا وتستخدمه لتسلق البرج. تجد الرجل ذو اليد المعقوفة (عضو فرقة مسرح أولاف) في انتظار القبض عليها. يحضر كلاوس إلى البرج ويحبسا معًا في الغرفة حتى تبدأ المسرحية.
بعد أن وقعت فيوليت على وثيقة الزواج، قاطعها أولاف ليخبر الجمهور أن زواجهما كان ملزمًا قانونًا. تعترض القاضية شتراوس والسيد بو، لكنهما يعترفان بأن القانون يلزمهما بتسليم ثروة بودلير إلى أولاف. تقاطع فيوليت لتعلن أن الزواج غير ملزم قانونًا، حيث أنها وقعت بيدها اليسرى على الرغم من كونها تستخدم يدها اليمنى، وكانت الصياغة "بيدها". وتتفق القاضية شتراوس على أن هذا يبطل الزواج. قبل أن يقبض على أولاف بتهمة حبس ساني، يقوم أحد مساعديه بإطفاء الأضواء في المسرح ويتمكن من الهرب. تخبر القاضية شتراوس عائلة بودلير أنها مستعدة لتبنيهم؛ ومع ذلك، يقول السيد بو أن هذا سيكون ضد إرادة والديهم، حيث أن القاضية شتراوس ليست قريبة لهم. ويعيدهم إلى بيته حتى يتمكن من العثور على ولي أمر آخر لهم.

## الاستقبال النقدي
في عام 2012، صنفت مجلة مكتبة المدرسة رواية البداية السيئة على أنها الرواية رقم 48 لأفضل روايات الأطفال. لاحظت مجلة كيركس ريفيوز النبرة المرعبة غير المريحة للرواية، محذرة من أنه نظرًا لأن "أطفال بودلير هم شخصيات متعاطفة حقًا"، فإن الرواية "ليست للأشخاص الذين يعانون من الحساسية". استجابت كاثرين بيلوسي من مجلة Kids' Book Review بشكل إيجابي لكتاب The Bad Beginning، ووصفته بأنه "مثير ومضحك ومظلم بشكل مناسب".

## طبعات خاصة

### البداية السيئة: طبعة نادرة
البداية السيئة: طبعة نادرة (ردمك 0-06-051828-6) نشرت بواسطة دار نشر هاربر كولنز في 23 سبتمبر 2003. بالإضافة إلى الصندوق والغلاف الجديد والرسوم التوضيحية الإضافية، تحتوي هذه الطبعة على الفصل الرابع عشر المليء بملاحظات المؤلف، والتي ينبئ العديد منها بأحداث لاحقة في السلسلة أو تقدم معلومات مفصلة بشكل مفرط حول الأحداث في البداية السيئة نفسها.

### البداية السيئة؛ أو الأيتام!
البداية السيئة؛ أو الأيتام! هي طبعة ورقية من The Bad Beginning مصممة لتقليد رواية Penny Dreadful من العصر الفيكتوري. إصدر في 8 مايو 2007. يتضمن الكتاب غلافًا جديدًا ملونًا بالكامل، وسبعة رسوم توضيحية جديدة، والجزء الأول من الملحق التسلسلي بعنوان The Cornucopian Cavalcade، والذي يتضمن في هذا الإصدار الجزء الأول من 13 جزءًا من القصص المصورة بعنوان The Spoily Brats بالإضافة إلى صفحة من الإعلانات الكاذبة من العصر الفيكتوري، وكلاهما من إنتاج مايكل كوبيرمان؛ عمود نصائح كتبه ليموني سنيكت بالإضافة إلى صفحة تسرد كل إدخال في سلسلة من الأحداث المؤسفة (بعضها خيالي)؛ الجزء الأول من قصة بعنوان Q: A Psychic pstory of the psupernatural بقلم ستيفن ليكوك.

### إصدارات خاصة أخرى
نشرت طبعتين أخريين من كتاب البداية السيئة بواسطة دار نشر إيجمونت في الأول من أكتوبر عام 2003 - البداية السيئة: طبعة خاصة ((ردمك 1-4052-0725-6) ) والبداية السيئة: طبعة محدودة ((ردمك 1-4052-0726-4) ). وتأتي هذه النسخ بحجم أكبر وتحتوي على ثلاث لوحات من الأعمال الفنية الملونة التي أعيد رسمها من الطبعة الأصلية للكتاب ولوحتين من الأعمال الفنية الملونة الجديدة. جلد الإصدار المحدود بالجلد ووضعه داخل صندوق، على غرار الإصدار النادر، وقام بتوقيع كل نسخة بواسطة دانييل هاندلر. هناك أيضًا طبعة جديدة "قصيرة العمر"، طرحت للبيع العام في 14 يونيو 2012.

## كتاب صوتي
إصدرت نسختين صوتيتين من هذه الرواية. إصدرت النسخة الأولى في سبتمبر 2003. قام بقراءته تيم كاري وشارك فيه دانييل هاندلر، تحت الاسم المستعار ليموني سنيكيت، الذي قرأ جزءًا، محادثة بين المؤلف وليونارد إس ماركوس، والتي فازت بجائزة "سماعات الأذن" على AudioFile، والتي وصفت الكتاب الصوتي بأنه "مضحك بشكل رائع" وأثنت على المحادثة التي شارك فيها هاندلر.
إصدرت النسخة الثانية في أكتوبر 2004، بعد إصدار فيلم سلسلة الأحداث المؤسفة ليموني سنيكت. سرد هذا الكتاب الصوتي متعدد الأصوات بواسطة تيم كاري وظهر فيه جيم كاري وميريل ستريب وجود لو. تتضمن هذه النسخة أيضًا مؤثرات صوتية وموسيقى تصويرية. كانت هذه النسخة من The Bad Beginning من بين المرشحين النهائيين لجوائز الأودي لأفضل عناوين للأطفال من سن 8 سنوات فما فوق في عام 2005، ومرشحة لجائزة غرامي لأفضل ألبوم منطوق للأطفال في عام 2005. أعطى موقع AudioFile الكتاب الصوتي مراجعة إيجابية، على الرغم من أنه ذكر أن "طاقم الممثلين السبعة في البداية يبدو رسميًا بشكل متعمد حتى يدرك المرء أن التمثيل من المفترض أن يكون مهذبًا مثل الكتابة الذكية".

## الاقتباسات

### التلفزيون
تحول الكتاب إلى أول حلقتين من الموسم الأول من المسلسل التلفزيوني الذي أنتجته نيتفليكس.

### الفيلم
ظهرت عناصر البداية السيئة في الفيلم المقتبس عن أول ثلاثة كتب في السلسلة عام 2004، وهو سلسلة الأحداث المؤسفة للكاتب ليموني سنيكيت.

## روابط خارجية
- سلسلة من الأحداث المؤلمة - قراءة بصوت عالٍ، وأنشطة، والمزيد من دار نشر هاربر كولينز ، بالإضافة إلى: "مشاهدة ليموني سنيكيت وهو يقرأ الكتاب الأول الرهيب للغاية... حتى لم يعد قادرًا على تحمله بعد الآن". https://www.harpercollins.com/blogs/harperkids/a-series-of-unfortunate-events-read-alouds-activities-and-more